# ケイレブ・ワイリー
ケイレブ・ライアン・ワイリー（Caleb Ryan Wiley, 2004年12月22日 - ）は、アメリカ合衆国ジョージア州アトランタ出身のプロサッカー選手。EFLチャンピオンシップのワトフォードFC所属。ポジションはディフェンダー。アメリカ合衆国代表。

## 経歴

### ユース
2016年に11歳でアトランタ・ユナイテッドFCのユースアカデミーに加入。2018年のMLSカップ決勝ではボールボーイを務めた。

### アトランタ・ユナイテッド
2020年7月にリザーブチームのアトランタ・ユナイテッド2でプロデビューした。
2022年1月18日にユナイテッドとホームグロウン契約を結んだ。2月28日のスポルティング・カンザスシティ戦でMLSデビューし、試合終了間際に初得点を記録した。チーム内で怪我人が続出していたこともあり、1年目から26試合に出場した。
2023年シーズン、第3週のシャーロットFC戦で2得点、1アシストを記録して勝利に貢献し、週間最優秀選手に選出された。

### チェルシー
2024年7月22日にプレミアリーグのチェルシーFCへ完全移籍し、6年契約を結んだ。

#### ストラスブール
2024年8月11日にリーグ・アンのRCストラスブールへ期限付き移籍した。

## 代表歴
2020年から世代別のアメリカ合衆国代表に選出されている。
2023年4月19日、メキシコとの親善試合に出場してA代表デビューを果たした。
2024年のパリオリンピックにアメリカ合衆国代表で出場した。

## 個人成績

### クラブ
| クラブ                    | シーズン | リーグ | リーグ戦 | リーグ戦 | カップ戦 | カップ戦 | リーグ杯 | リーグ杯 | その他 | その他 | 合計 | 合計 |
| クラブ                    | シーズン | リーグ | 出場     | 得点     | 出場     | 得点     | 出場     | 得点     | 出場   | 得点   | 出場 | 得点 |
| ------------------------- | -------- | ------ | -------- | -------- | -------- | -------- | -------- | -------- | ------ | ------ | ---- | ---- |
| アトランタ・ユナイテッド2 | 2020     | USL    | 11       | 0        | -        | -        | -        | -        | -      | -      | 11   | 0    |
| アトランタ・ユナイテッド2 | 2021     | USL    | 22       | 0        | -        | -        | -        | -        | -      | -      | 22   | 0    |
| アトランタ・ユナイテッド2 | 通算     | 通算   | 33       | 0        | -        | -        | -        | -        | -      | -      | 33   | 0    |
| アトランタ・ユナイテッド  | 2022     | MLS    | 26       | 1        | -        | -        | -        | -        | -      | -      | 26   | 1    |
| アトランタ・ユナイテッド  | 2023     | MLS    | 30       | 4        | 1        | 0        | 2        | 0        | 3      | 0      | 36   | 4    |
| アトランタ・ユナイテッド  | 2024     | MLS    | 21       | 1        | -        | -        | -        | -        | -      | -      | 21   | 1    |
| アトランタ・ユナイテッド  | 通算     | 通算   | 77       | 6        | 1        | 0        | 2        | 0        | 3      | 0      | 83   | 6    |
| 総通算                    | 総通算   | 総通算 | 110      | 6        | 1        | 0        | 2        | 0        | 3      | 0      | 116  | 6    |

### 代表
| アメリカ代表 | 国際Aマッチ | 国際Aマッチ |
| 年           | 出場        | 得点        |
| ------------ | ----------- | ----------- |
| 2023         | 1           | 0           |
| 2024         | 1           | 0           |
| 通算         | 2           | 0           |